# Lumbrineris africana
Lumbrineris africana är en ringmaskart som beskrevs av Augener 1918. Lumbrineris africana ingår i släktet Lumbrineris och familjen Lumbrineridae. Inga underarter finns listade i Catalogue of Life.